# 김현욱의 굿모닝
《김현욱의 굿모닝》은 채널A에서 평일에 방송되던 텔레비전 프로그램이었다. 2019년 2월 8일을 끝으로 종영되었으며, 2월 11일부터 행복한 아침이 후속 프로그램으로 방송되고 있다.

## 진행자
- 김현욱
- 추혜정